# Schefflera actinophylla
Schefflera actinophylla (syn. Brassaia actinophylla) é uma planta da família Araliaceae. É nativa das florestas tropicais chuvosas da Austrália, Nova Guiné e Java. Os nomes comuns incluem árvore-guarda-chuva, árvore-polvo, brassaia, cheflerão.

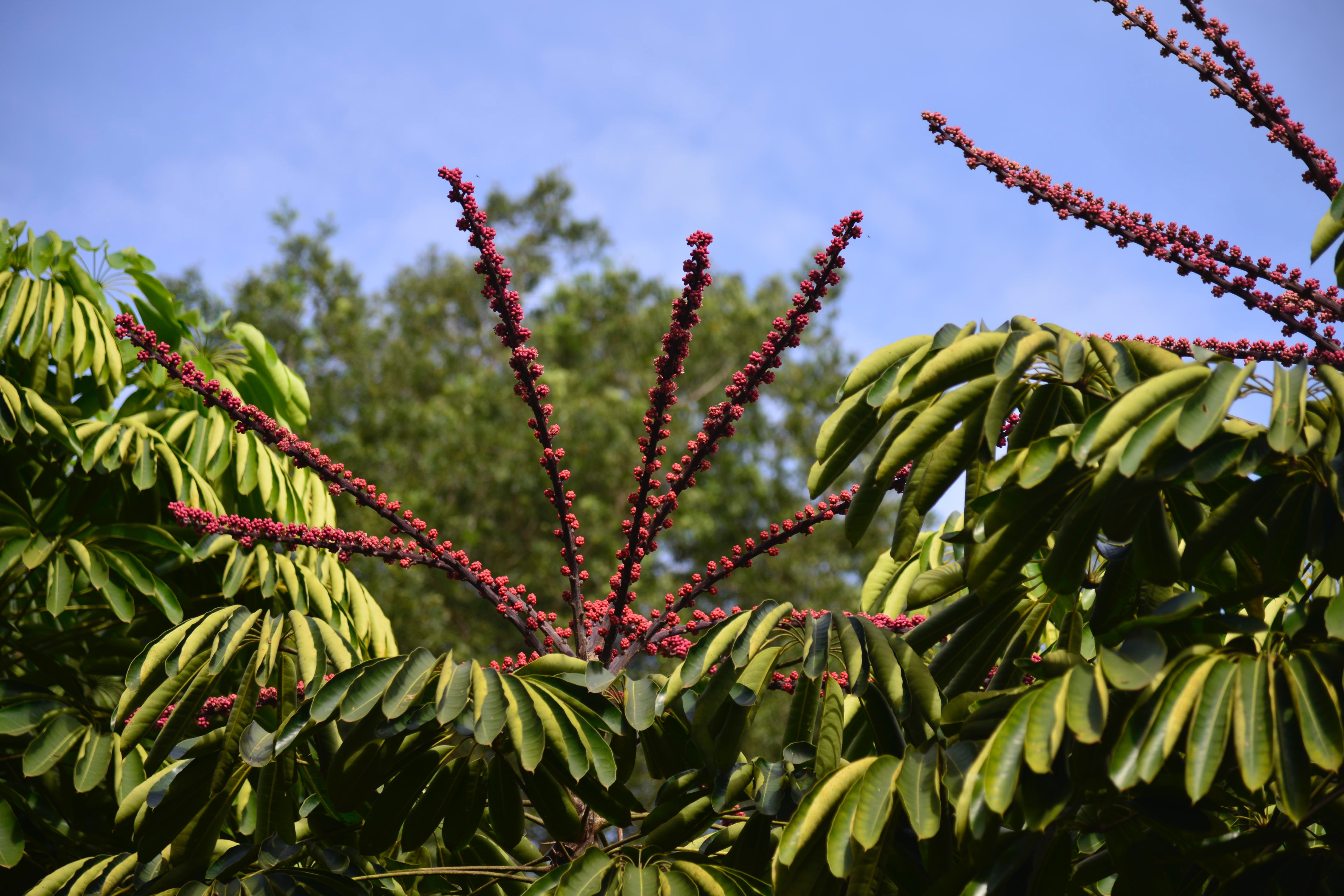
Flores da Schefflera actinophylla, que para muitas pessoas lembram os tentáculos do polvo. Por isso o nome popular árvore-polvo.

## Descrição
S. actinophylla é uma planta perene que cresce até 15 metros (49 pés) de altura. Possui folhas verdes médias palmatamente compostas em grupos de sete. As flores se desenvolvem no topo da planta. Cresce frequentemente como hemiepífitas em outras plantas de floresta húmida. Ela produz cachos de até 2 metros (6,5 pés) de comprimento, contendo até 1.000 pequenas flores vermelhas maçantes. A floração começa no início do verão e normalmente continua por vários meses.
O nome botânico actinophylla significa "com folhas irradiantes".

## Ecologia
As até 1.000 (mil) flores que são produzidas pela planta geram grandes quantidades de néctar, atraindo aves e insetos nectívoros (as), que, em seguida, realizarão a polinização. Os frutos são consumidos por muitas aves e animais, incluindo o rato-almiscarado, canguru, raposa-voadora-de-óculos, entre outros. Suas folhas são o alimento favorito do árvore-canguru-de-bennett.

## Cultivo
Schefflera actinophylla é comumente cultivada como uma árvore decorativa em grandes jardins e , quando adulta , tem pontos vermelhos brilhantes de flores com até 20 cachos que se desenvolvem no verão ou início do outono . A propagação é por sementes ou mudas . Ela prefere solos bem drenados e só precisa ser regada ocasionalmente. É , no entanto , uma planta agressiva e suas raízes podem dominar o solo circundante . Em algumas áreas (por exemplo , Flórida e Havaí, EUA ) é uma erva invasora e, portanto, o plantio é altamente inviabilizado. 
Com uma temperatura mínima de 13 ° C (55 ° F) , os espécimes juvenis são cultivados em regiões temperadas como plantas de interior . Esta planta ganhou Prêmio de Mérito Jardim da Royal Horticultural Society . 